# A béke szellemében – Tanítások a szeretetről, az együttérzésről és a mindennapi életről
A béke szellemében – Tanítások a szeretetről, az együttérzésről és a mindennapi életről (eredeti címe: Lighting the Path: The Dalai Lama Teaches on Wisdom and Compassion) című könyv összegyűjti a 14. dalai láma, Tendzin Gyaco inspiráló gondolatait, többek között a békés és boldog életről, a hittel, a tudománnyal és a vallással kapcsolatos kilátásainkról, valamint az életről, a halálról és az újjászületésről. A tibeti buddhista tanítómester saját szavaival fogalmazta meg életrajzát. Közérthető tanításai megmutatják, hogyan lehet bölcsességet és együttérzést fejleszteni a mindennapi élet során. A könyv ablakot nyit a dalai láma világára, végigkísérve bennünket életútján, bemutatva tanulmányait, Tibet megszállását és találkozását Mao Ce-tung elnökkel, kínai utazásával kapcsolatos meglátásait és Mahatma Gandhiról alkotott véleményét. A színes fotókkal illusztrált könyv betekintést kínál a tibeti buddhizmus gazdag hagyományaiba. Ian Cumming Tibetre és a Karib-térségre szakosodott fényképész. Több különböző alkalommal készített fotókat Őszentségéről, a Dalai Lámáról, ő a londoni központú Tibet Images ügynökség vezető fotográfusa.
A dalai láma 1935-ben, Tibet északnyugati részén született, s kétéves korában ismerték fel benne a 13. dalai láma (Tubten Gyaco) reinkarnációját. Lhászába, Tibet fővárosába vitték, és 1940-ben felszentelték. Tíz évvel később az állam és a kormány teljes felelősségű vezetőjévé avatták. Az 1959-es tibeti népfelkelés elfojtása után Indiába menekült, ahol politikai menedékjogot kapott. A dalai láma mára széles körben ismertté vált a világbéke szószólójaként, amit az 1989-es béke Nobel-békedíjjal ismertek el.